# 美馬市立三島中学校
美馬市立三島中学校（みましりつ みしまちゅうがっこう）は、徳島県美馬市穴吹町三島字三谷にある公立中学校。

## 沿革
- 1947年 - 美馬郡三島中学校が開校。
- 1955年 - 町村合併により、徳島県美馬郡穴吹町三島中学校と改称。
- 2005年 - 市町村合併により美馬市立三島中学校となる。

## 校訓
- 強く
- 正しく
- 美しく

## 校歌
- 作詞: 新垣宏一
- 作曲: 藤村英見
- 補修編曲: 近藤良三

## 部活動
- 野球
- 卓球
- バレーボール（女子）
- ソフトテニス（女子）

## 通学区域が隣接している学校
- 美馬市立穴吹中学校
- 美馬市立脇町中学校
- 美馬市立岩倉中学校
- つるぎ町立貞光中学校